# افضل‌الدین محمد بن حبیب‌الله ترکه اصفهانی
خواجه افضل‌الدین محمد بن حبیب‌الله ترکه اصفهانی، حکیم، قاضی، شاعر، فقیه و عارف قرن ۱۰ قمری، دوران صفوی، به «ترکه» مشهور و در اشعارش به «افضل» متخلص است. وی اهل اصفهان و اصالتاً اجدادش (آل ترکه) از خجند ترکستان بوده است. وی از شاگردان مقدس اردبیلی بوده است. در دوره‌ای قاضی القضاة اصفهان بوده است. نموذج العلوم (مشتمل بر فنون علوم هفتگانه و منطق و حکمت و هندسه و فقه و اصول) از آثار اوست. وی به سال ۹۹۱ق در ری درگذشت و همان‌جا دفن شد.